# Ford P5
Der Taunus P5 (= Projekt 5, das heißt die fünfte neue Pkw-Konstruktion der Ford-Werke Köln nach Ende des Zweiten Weltkriegs) war ein Wagen der oberen Mittelklasse von Ford Deutschland, der von August 1964 bis Dezember 1967 hergestellt wurde. Die Verkaufsbezeichnungen waren Taunus 17M und Taunus 20M. Das „M“ bedeutete „Meisterstück“. Die P5-Reihe wurde im August 1967 durch den Ford P7 abgelöst. 

## Modellgeschichte

### Allgemeines
Der P5 trug den Herstellernamen im Gegensatz zum Taunus P4 von Baubeginn an – noch unscheinbar als kleine „Pflaume“ am rechten Kotflügel ganz unten neben der Bezeichnung „Taunus“. Der Ford Taunus 17M war eine mittelgroße Familienlimousine, die von Ford Deutschland zwischen 1964 und 1967 produziert wurde. Die Baureihe wurde erstmals im September 1964 vorgestellt, und die Massenproduktion der zwei- und viertürigen Limousinen begann im November 1964. Die Kombiversion, bekannt als „Turnier“, folgte im Januar 1965, während später auch Fahrzeuge mit Coupé-Karosserie hinzukamen.
Der Name Taunus 17M wurde bereits für das Vorgängermodell verwendet und blieb auch für nachfolgende Modelle erhalten. Um die Modelle besser zu unterscheiden, wird der 1964 eingeführte 17M rückblickend häufig als Ford Taunus P5 bezeichnet. „P5“ steht dabei für „Projekt 5“, da es sich um die fünfte Neuentwicklung eines deutschen Ford nach dem Zweiten Weltkrieg handelte. Diese interne Bezeichnung wurde später auch außerhalb des Unternehmens geläufig. Das Modell P5 war in seinen Außenabmessungen etwas größer als sein Vorgänger, dem sogenannten „Badewannentaunus“ (P3). Dennoch stellte der P5 eher eine konservative Weiterentwicklung dar. Die bedeutendsten Änderungen fanden unter der Motorhaube statt: Zum ersten Mal bot Ford Deutschland einen V6-Motor an. Erschwinglichkeit: Der P5 war das günstigste Fahrzeug mit Sechszylinder-Motor in Westdeutschland. Der Kombi wurde als Deutschlands erster Sechszylinder-Kombi beworben, auch wenn diese Besonderheit nur wenige Jahre Bestand hatte.
Das Design des P5 folgte dem Trend zu einem moderneren, aber weniger auffälligen Stil: Das Fahrzeug besaß ein Unibody-Stufenheckdesign, das konservativer wirkte als das des P3. Im Gegensatz zum Vorgängermodell verzichtete der P5 auf die markanten ovalen Scheinwerfer und runden Rückleuchten.
Die konservative Gestaltung war möglicherweise der Grund, warum die Automobilpresse für den P5 keine einprägsamen neuen Spitznamen mehr prägte. Der Ford Taunus P5 verband technologische Innovationen, wie die Einführung eines V6-Motors, mit einem funktionalen, aber weniger charakteristischen Design. Mit seiner Mischung aus solider Konstruktion und erschwinglicher Technik blieb er ein bemerkenswerter Meilenstein in der Geschichte von Ford Deutschland. Zwischen August 1964 und Juli 1967 wurden insgesamt 710.059 Wagen der Baureihe P5 hergestellt. Im Einzelnen waren es 424.331 Taunus 17M, 72.050 Taunus 17M Turnier, 170.650 Taunus 20M, 22.418 Taunus 20M Turnier und 20.574 Taunus 17M Kastenwagen.

### Technik

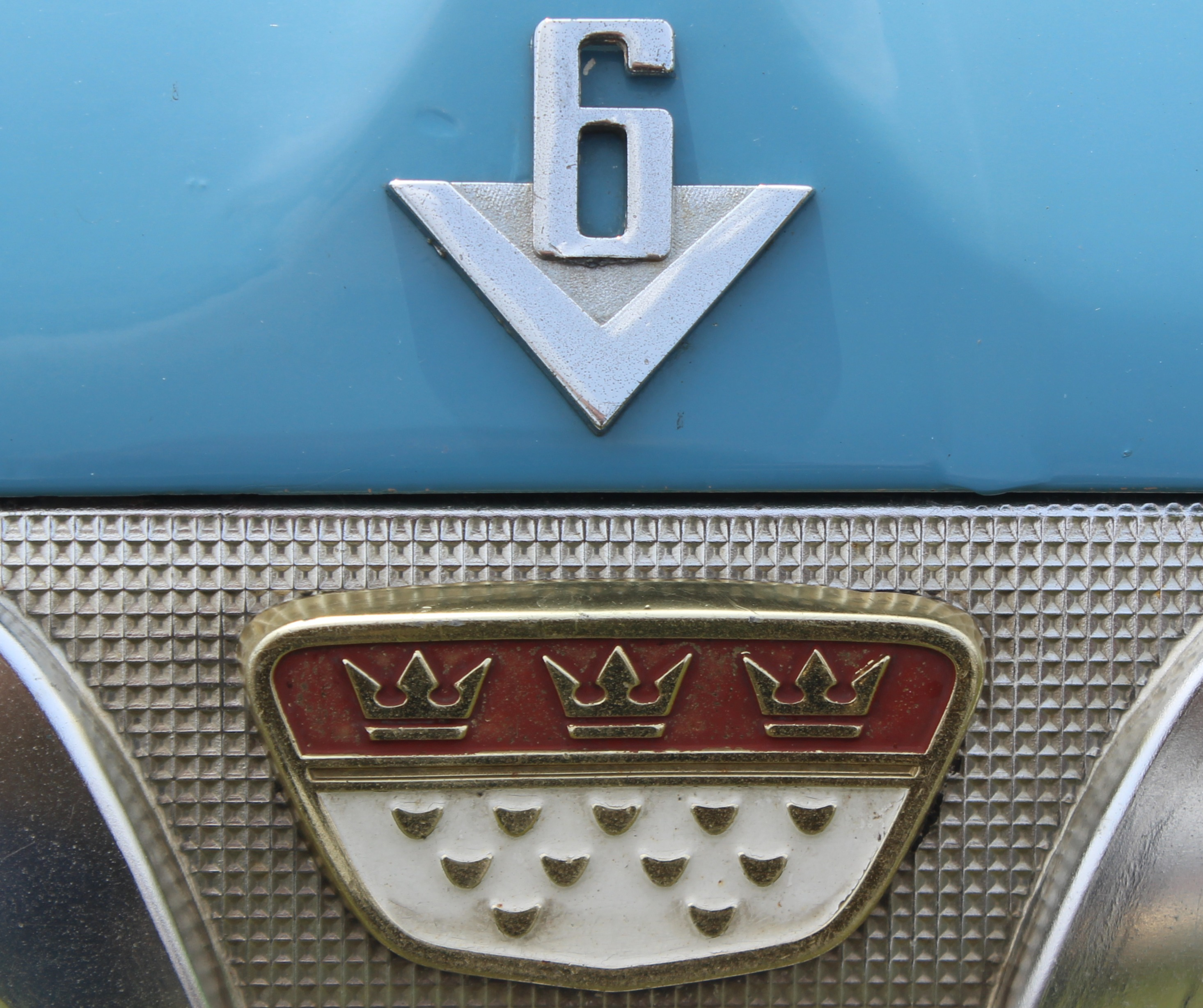
Ford P5 (Ford Taunus 20M) Baujahr 1966, Detailaufnahme des V6 Emblem an der Vorderseite der Motorhaube

Nach dem P4 erhielten auch die Ford-Pkw der oberen Mittelklasse V-Motoren. Sie waren (V4; V6) um 15 bzw. 20 % kürzer und 8 bzw. 10 % leichter als die entsprechenden Reihenmotoren, hinzu kamen geringere Bauhöhe und fertigungstechnische Vorteile. Der sehr kurze Hub bewirkte vergleichsweise niedrige Kolbengeschwindigkeiten. Der 2-Liter-Motor war der erste V6-Ottomotor von Ford überhaupt. Konstruktiv entsprach er weitgehend dem V4, er wurde mit einem Doppelvergaser ausgestattet. Die Motorenpalette erstreckte sich über V4-Motoren von 1,5 Liter mit 44 kW (60 PS) und 1,7 Liter mit 48 kW (65 PS) oder 51,5 kW (70 PS) (17M), sowie die 2,0-Liter-V6-Motoren mit 62,5 kW (85 PS) (20M) oder 66 kW (90 PS) (20M TS). Das Kühlsystem war, anders als beim P4, konventionell ausgeführt. Während die Basisausführung 17M mit 1,5-Liter-Motor, 3-Gang-Getriebe, Lenkradschaltung und Sitzbank daherkam, war der 20M TS mit 4-Gang-Getriebe, Knüppelschaltung und Einzelliegesitzen ausgestattet, sowie serienmäßig mit einem Bremskraftverstärker. Ein neues „Taunomatic“-Automatikgetriebe war ab Sommer 1965 lieferbar.
Anders als der P4 hatte die größere Modellreihe Hinterradantrieb. Für den P5 wurde ein neuer Wagenkörper mit größerer Spurweite und längerem Radstand entwickelt. Der Strömungswiderstandskoeffizient (cw) wurde im Vergleich zum P3 laut Werksangabe von 0,394 auf 0,374 verringert (Limousine). Zu den charakteristischen Merkmalen des Fahrwerks zählten Einzelradaufhängung an MacPherson-Federbeinen, Querlenkern und Stabilisator vorn und eine Starrachse an Blattfedern hinten. Dabei waren die Schraubenfedern vorn weicher ausgelegt, bei steiferem Querstabilisator. Die Kurvenneigung wurde laut Werksangabe um 40 % verringert. Eine geänderte Lenkgeometrie verringerte den Wendekreis trotz größeren Radstands um 0,8 m.
Erhältlich war der Wagen als zwei- oder viertürige Limousine und als drei- oder fünftüriger Kombi (Turnier) und als viersitziges Hardtop-Coupé mit flacher gestellter Heckscheibe, kürzerem Dach, ohne B-Säule und um eine 35 mm niedrigerer Dachlinie. Der Karosseriehersteller Deutsch fertigte in geringen Stückzahlen ein Cabriolet.

### Galerie

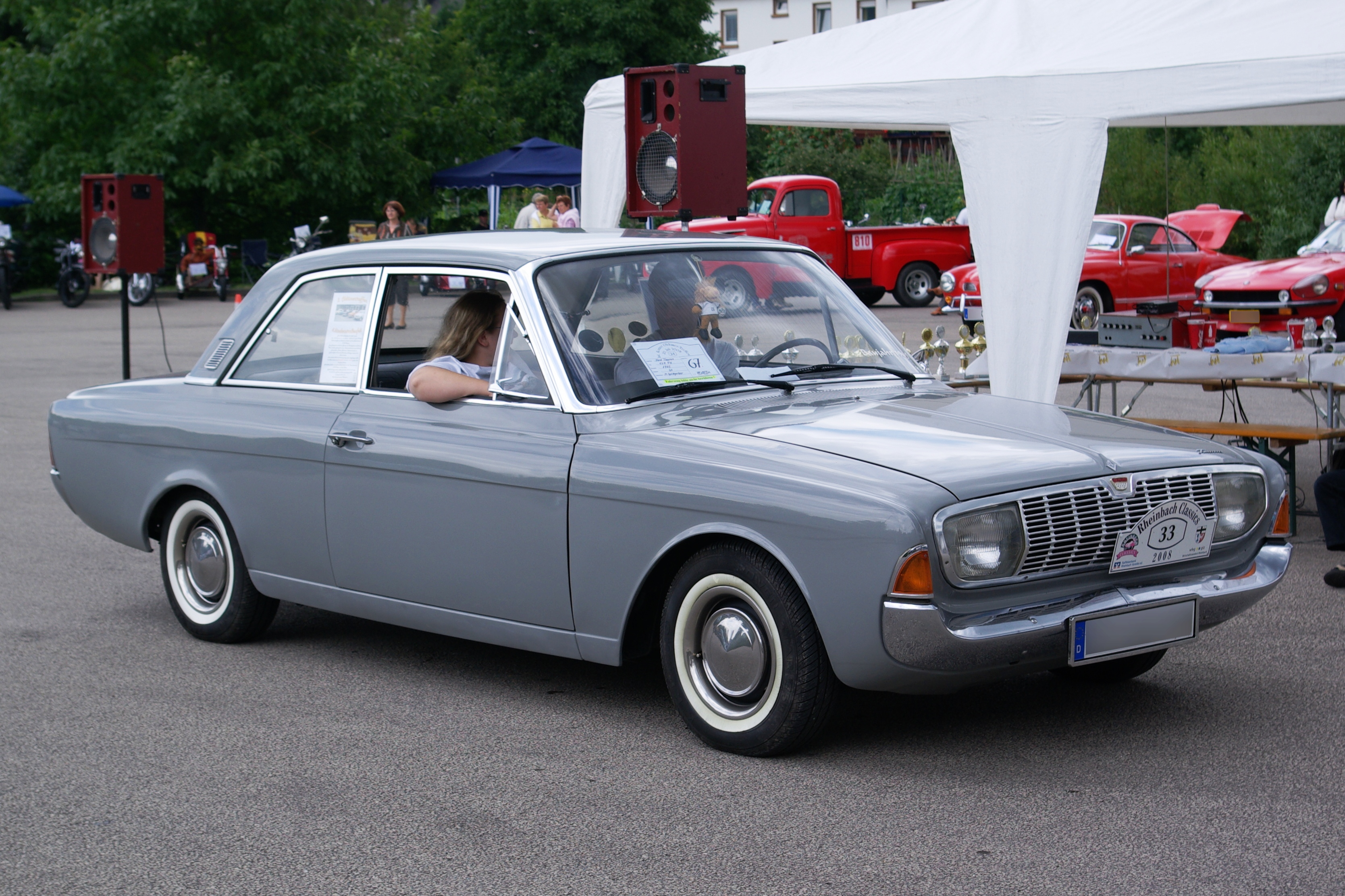
Ford Taunus 17M (zweitürige Limousine)
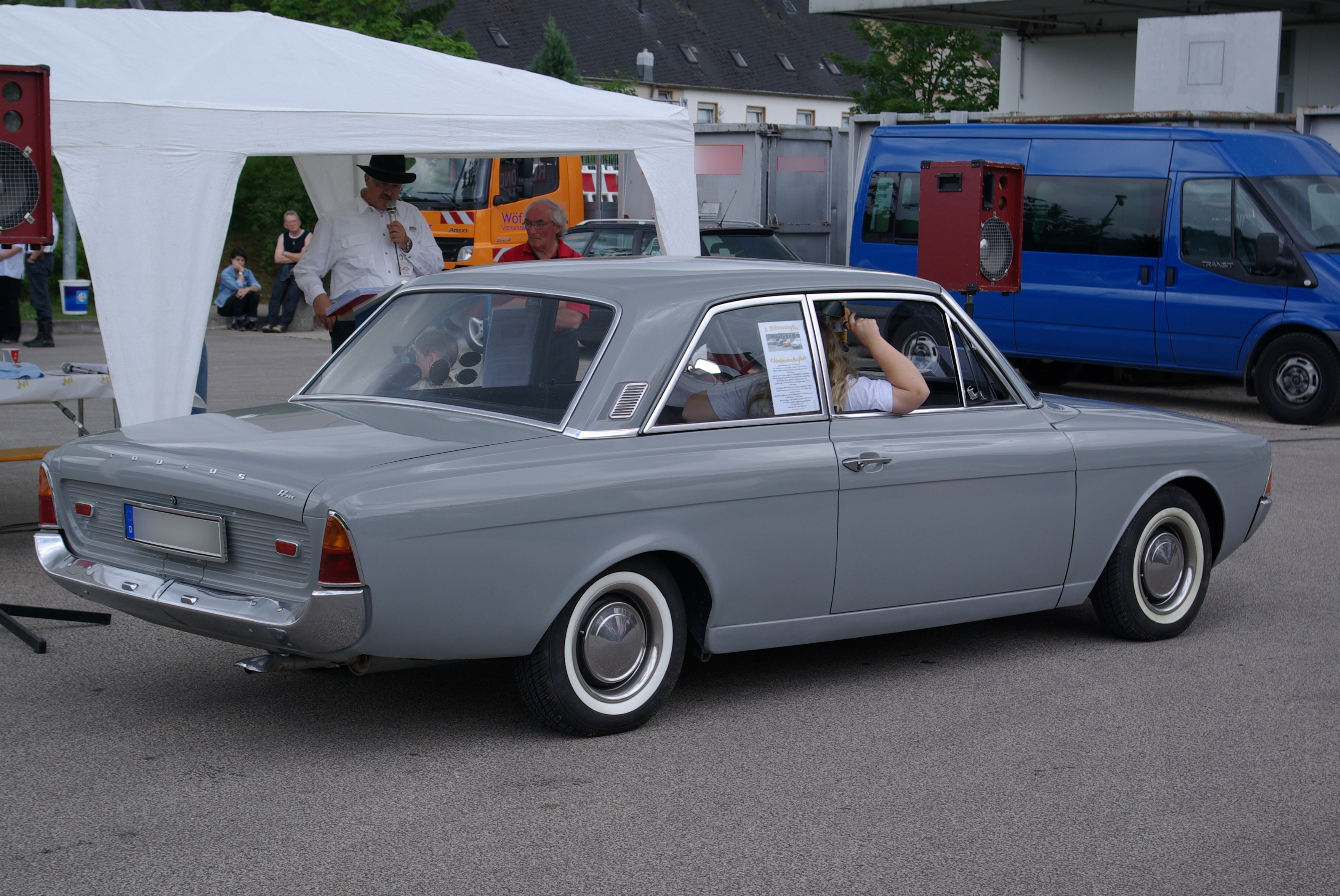
Ford Taunus 17M (Heckansicht)
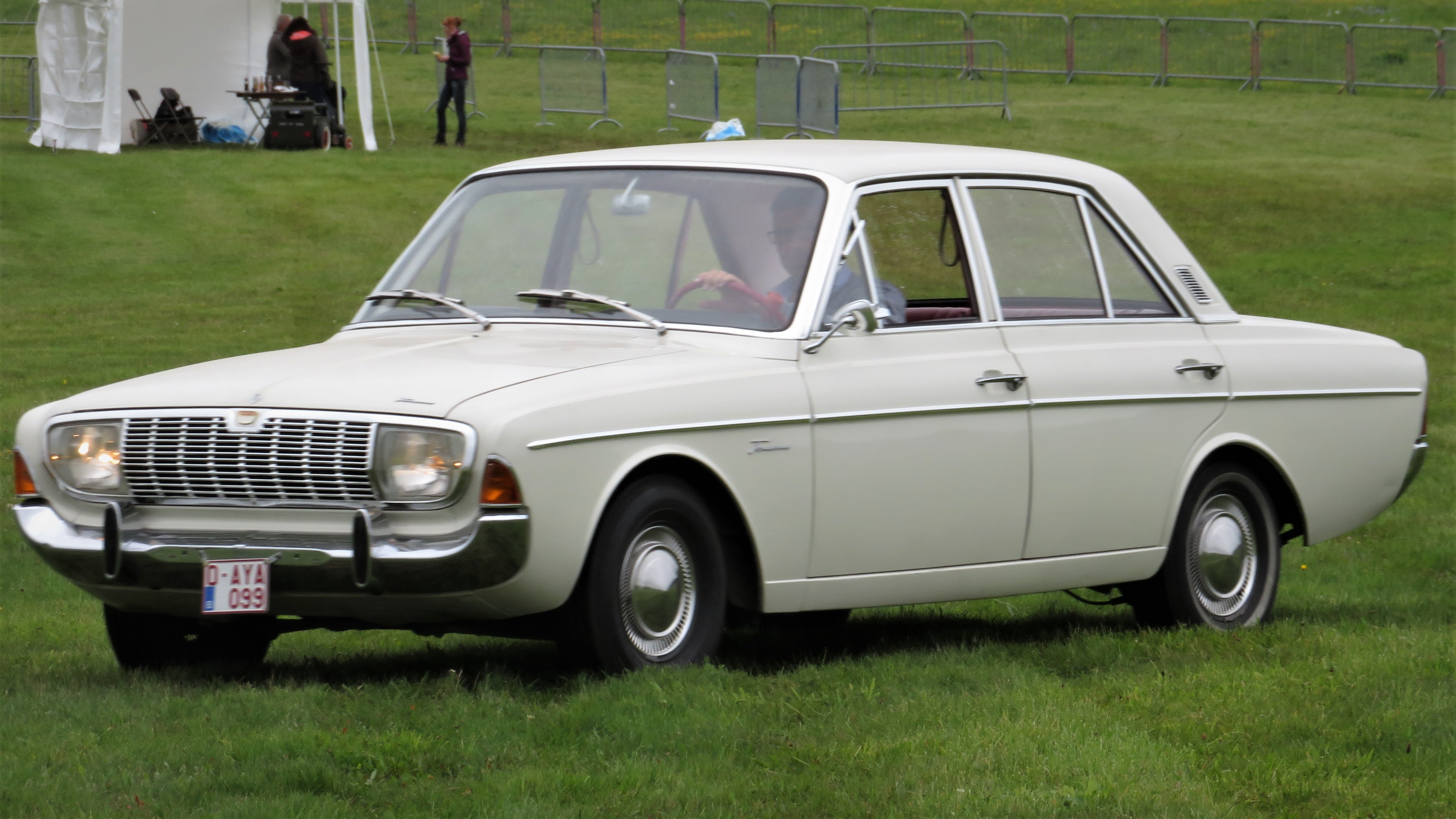
Ford Taunus 20M (viertürige Limousine)
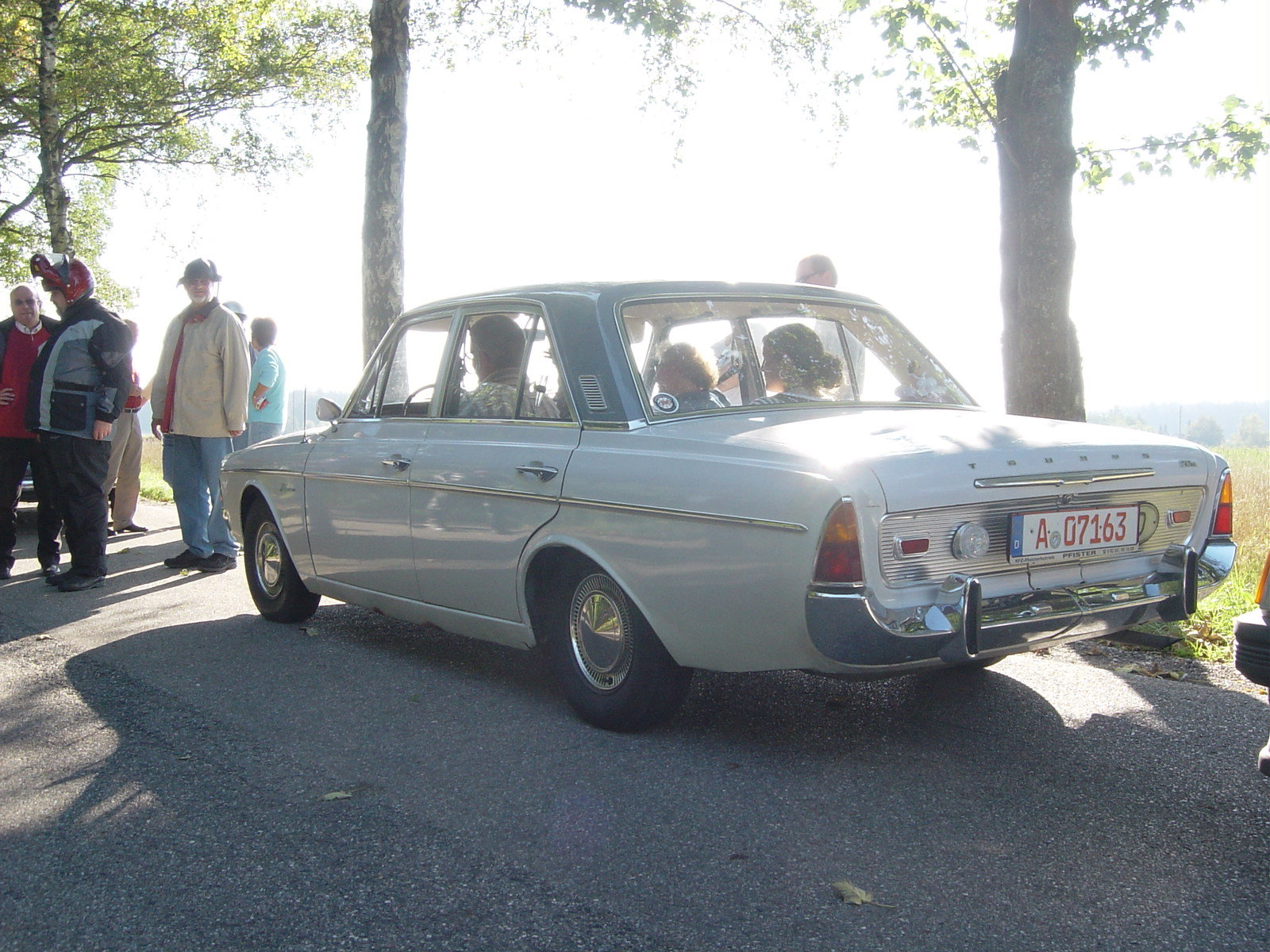
Ford Taunus 20M (Heckansicht)
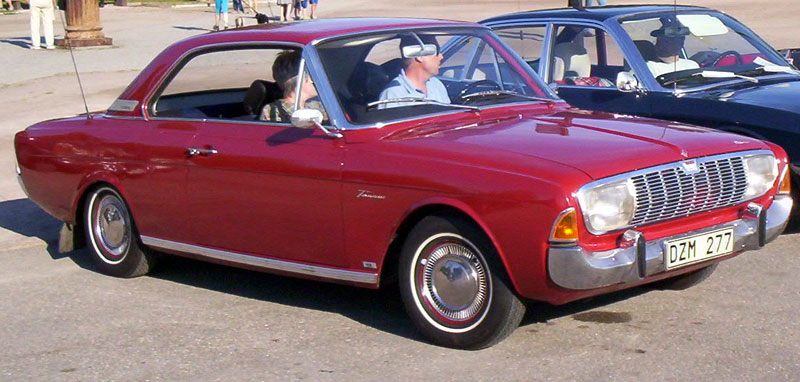
Ford Taunus 20M Coupé (1966)
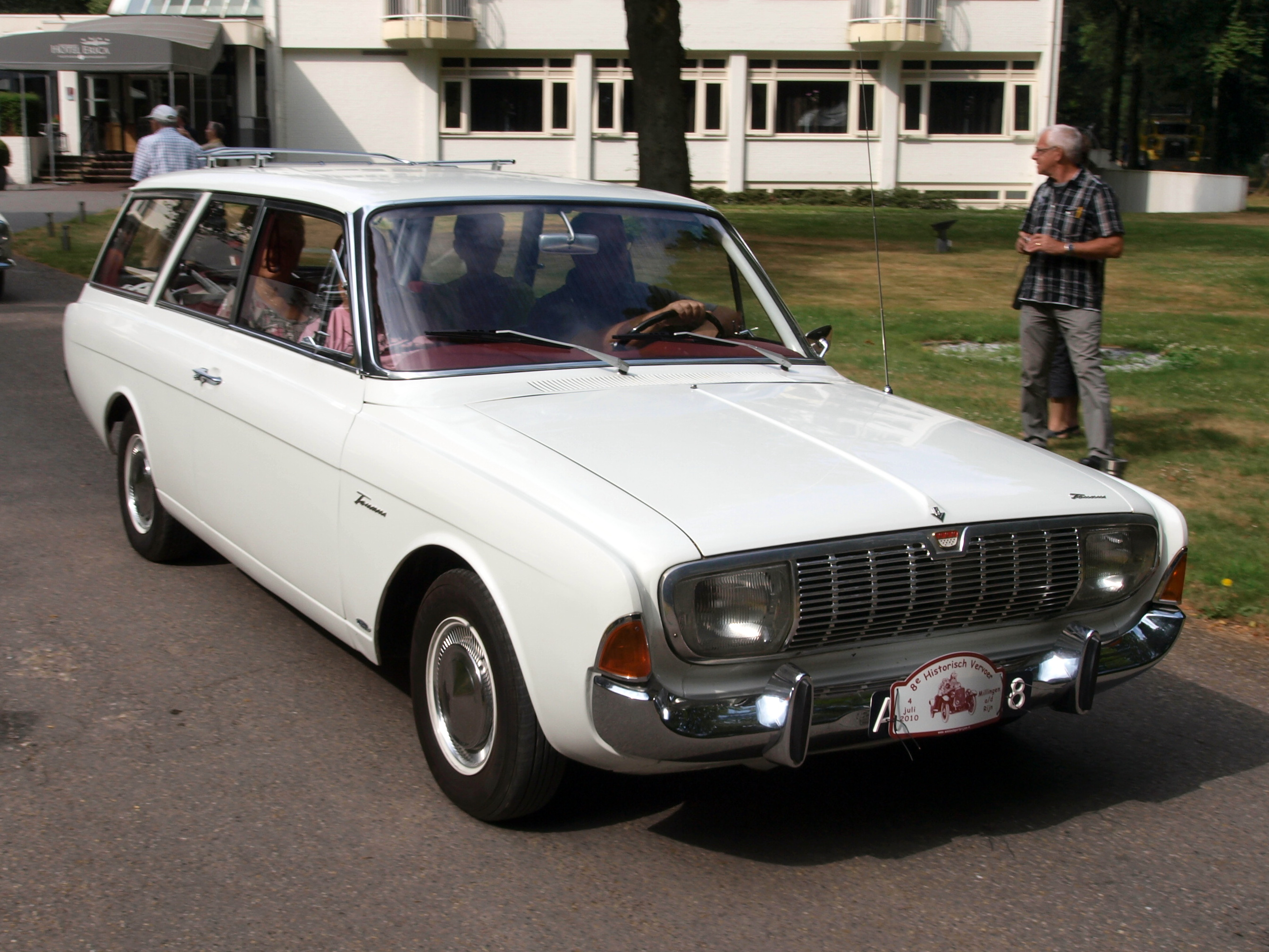
Ford Taunus 17M Turnier (1965) 3-türig
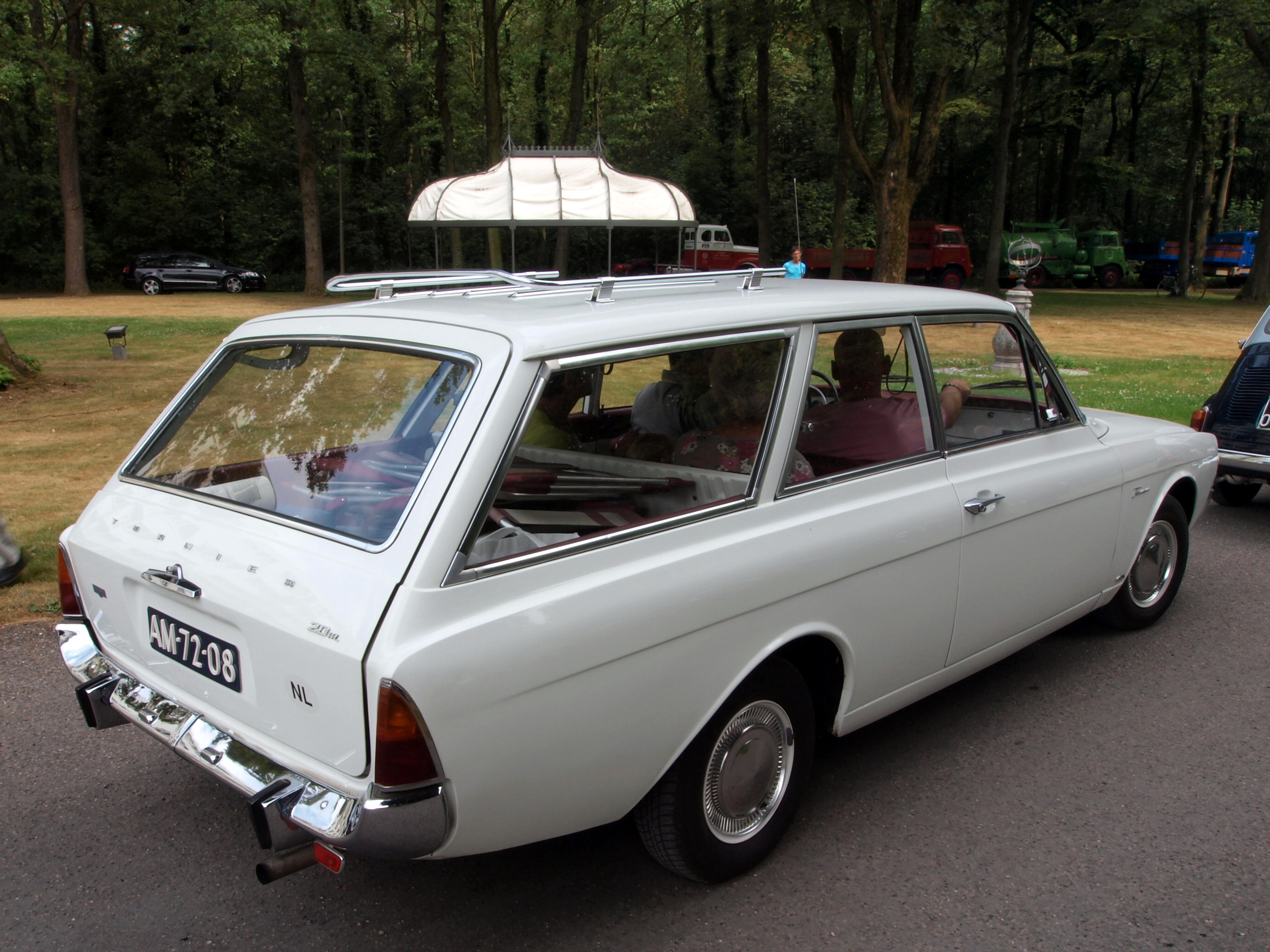
Ford Taunus 17M Turnier (1965) 3-türig
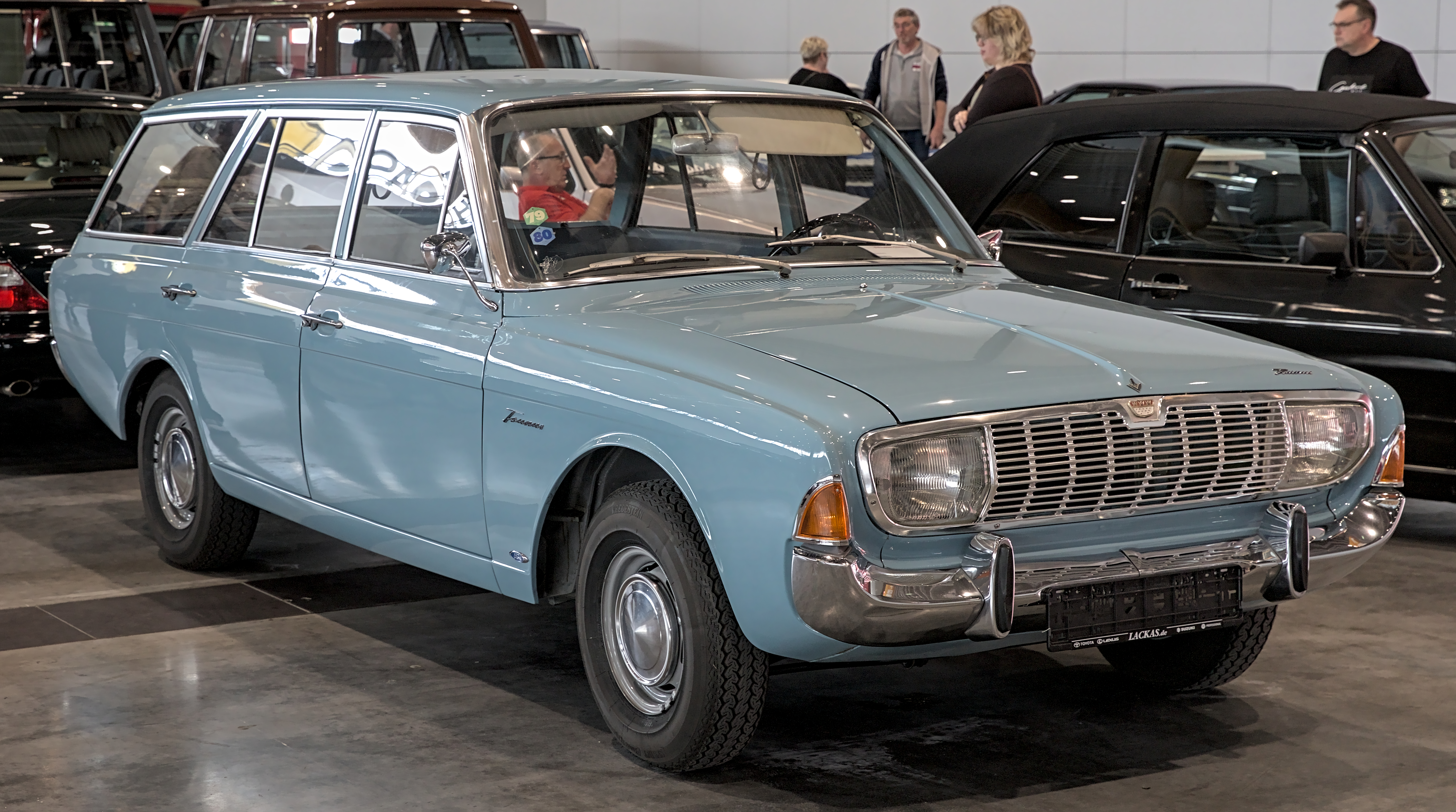
Ford Taunus 17M Turnier (1966) 5-türig
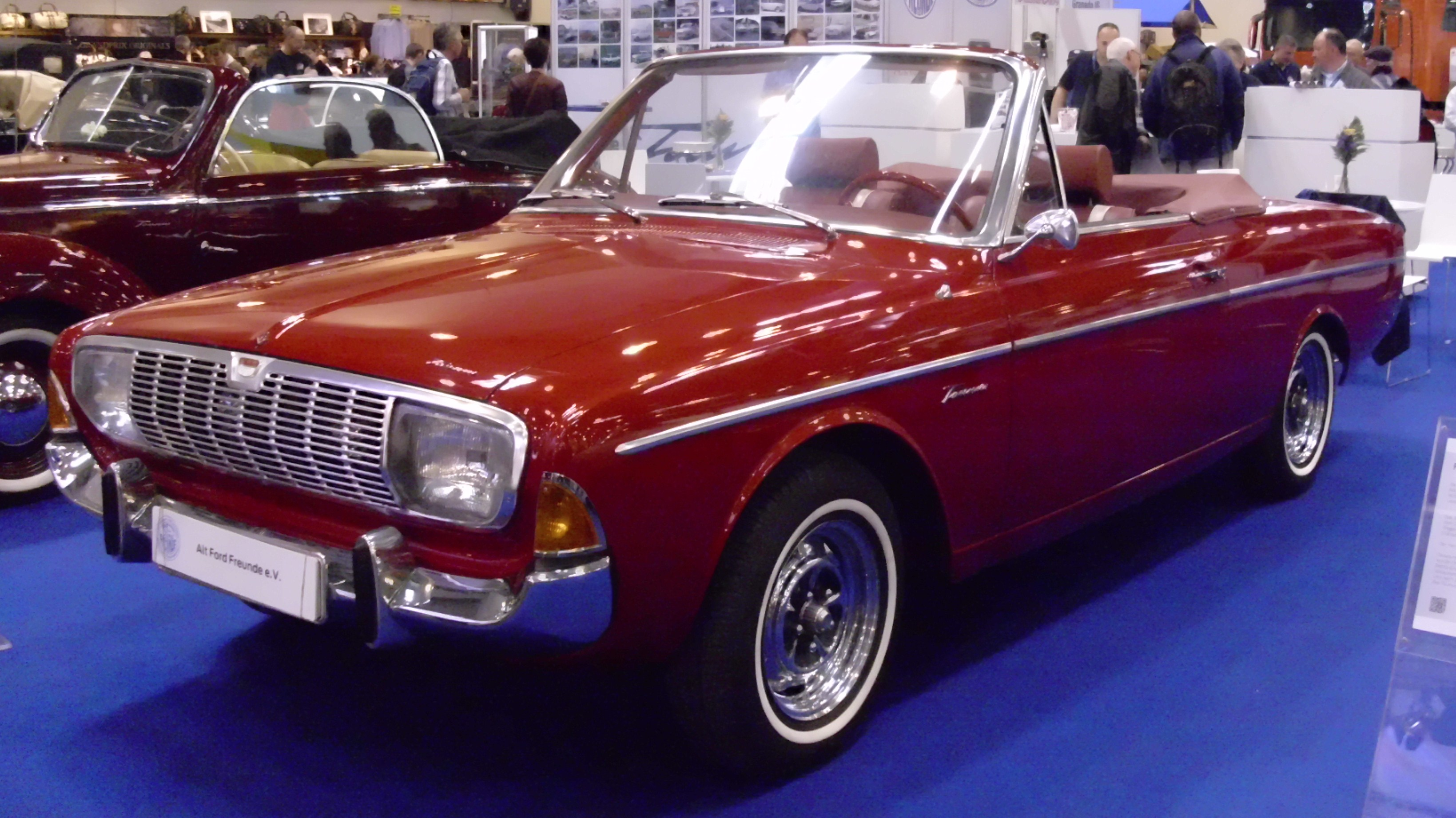
Ford Taunus 20M Cabriolet von Deutsch
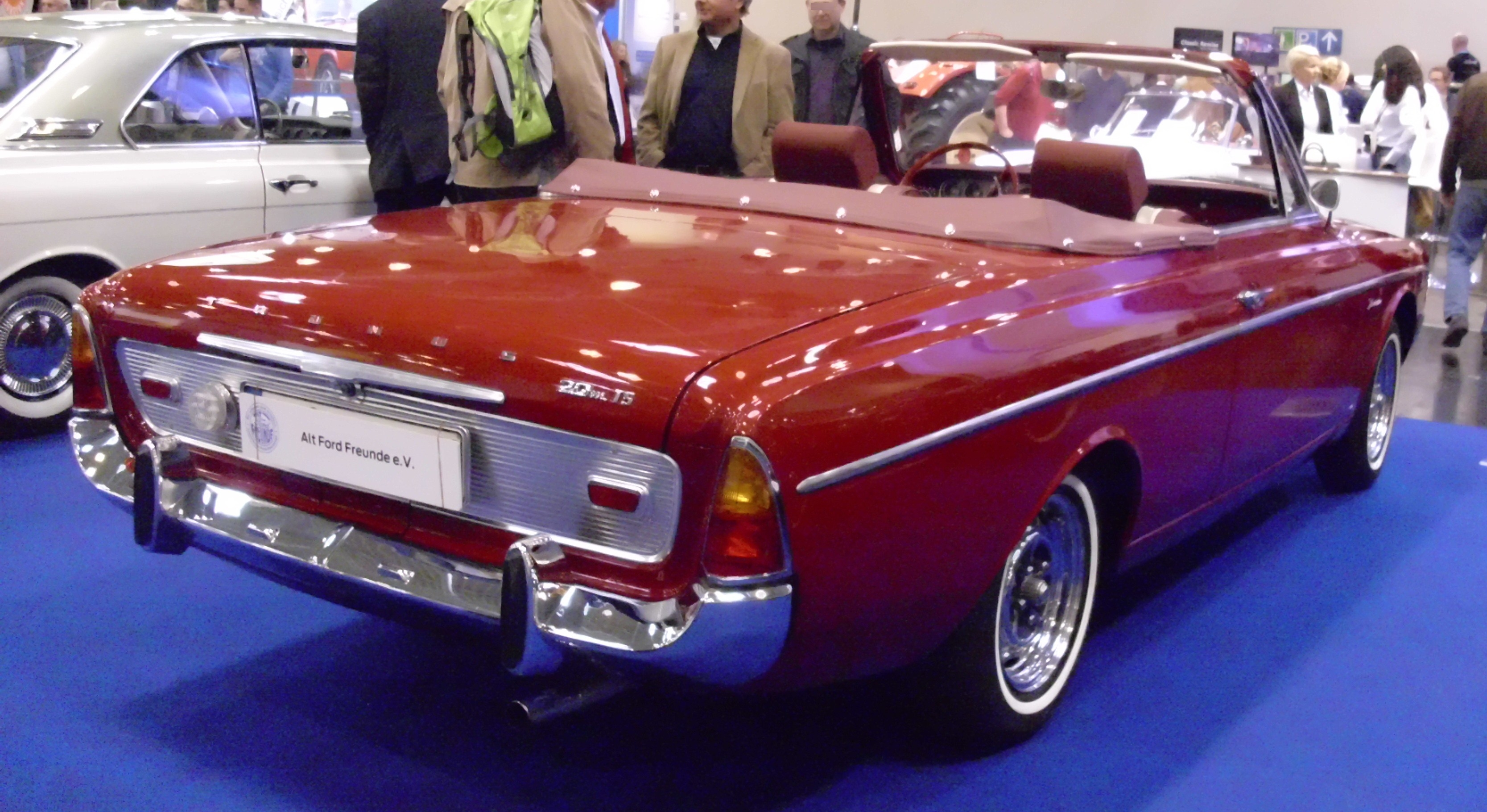
Ford Taunus 20M Cabriolet (Heckansicht)

## Technische Daten
| Ford Taunus 17M / 20M (P5)         | Ford Taunus 17M / 20M (P5)                                                                          | Ford Taunus 17M / 20M (P5)                                                                          | Ford Taunus 17M / 20M (P5)                                                                          | Ford Taunus 17M / 20M (P5)                                                                          | Ford Taunus 17M / 20M (P5)                                                                          |
| Modell                             | 17M (1500)                                                                                          | 17M (1700)                                                                                          | 17M (1700S)                                                                                         | 20M (2000)                                                                                          | 20M/TS (2000S)                                                                                      |
| ---------------------------------- | --------------------------------------------------------------------------------------------------- | --------------------------------------------------------------------------------------------------- | --------------------------------------------------------------------------------------------------- | --------------------------------------------------------------------------------------------------- | --------------------------------------------------------------------------------------------------- |
| Motor                              | 4-Zylinder-V-Motor (Viertakt-Ottomotor) (Bankwinkel 60°), Ausgleichswelle                           | 4-Zylinder-V-Motor (Viertakt-Ottomotor) (Bankwinkel 60°), Ausgleichswelle                           | 4-Zylinder-V-Motor (Viertakt-Ottomotor) (Bankwinkel 60°), Ausgleichswelle                           | 6-Zylinder-V-Motor (Viertakt-Ottomotor) (Bankwinkel 60°)                                            | 6-Zylinder-V-Motor (Viertakt-Ottomotor) (Bankwinkel 60°)                                            |
| Bohrung × Hub                      | 90 × 58,86 mm                                                                                       | 90 × 66,8 mm                                                                                        | 90 × 66,8 mm                                                                                        | 84 × 60,14 mm                                                                                       | 84 × 60,14 mm                                                                                       |
| Hubraum                            | 1498 cm³                                                                                            | 1699 cm³                                                                                            | 1699 cm³                                                                                            | 1998 cm³                                                                                            | 1998 cm³                                                                                            |
| Leistung                           | 44 kW (60 PS) bei 4500/min                                                                          | 48 kW (65 PS) bei 4500/min                                                                          | 51,5 kW (70 PS) bei 4500/min                                                                        | 62,5 kW (85 PS) bei 5000/min                                                                        | 66 kW (90 PS) bei 5000/min                                                                          |
| Drehmoment                         | 112 Nm bei 2400/min                                                                                 | 127 Nm bei 2400/min                                                                                 | 132 Nm bei 2400/min                                                                                 | 148 Nm bei 3000/min                                                                                 | 155 Nm bei 3000/min                                                                                 |
| Verdichtung                        | 8,0 : 1                                                                                             | 8,0 : 1                                                                                             | 9,0 : 1                                                                                             | 8,0 : 1                                                                                             | 9,0 : 1                                                                                             |
| Vergaser                           | Ein Fallstromvergaser Solex 32 PDSIT 4 mit Startautomatik                                           | Ein Fallstromvergaser Solex 32 PDSIT 4 mit Startautomatik                                           | Ein Fallstromvergaser Solex 32 PDSIT 4 mit Startautomatik                                           | Ein Doppel-Fallstromvergaser Solex 32/32 DDIST mit Startautomatik                                   | Ein Doppel-Fallstromvergaser Solex 32/32 DDIST mit Startautomatik                                   |
| Verbrauch                          | 10–10,5 Liter                                                                                       | 10–10,5 Liter                                                                                       | 10–10,5 Liter                                                                                       | 12–13,5 Liter                                                                                       | 12–13,5 Liter                                                                                       |
| Höchstgeschwindigkeit (Taunomatik) | 140 km/h                                                                                            | 145 km/h (140 km/h)                                                                                 | 150 km/h (145 km/h)                                                                                 | 158 km/h (155 km/h)                                                                                 | 161 km/h (158 km/h)                                                                                 |
| Beschleunigung                     | 19,5 Sekunden                                                                                       | 17,5–20,5 Sekunden                                                                                  | 16–19 Sekunden                                                                                      | 14,5–19 Sekunden                                                                                    | 14–18,5 Sekunden                                                                                    |
| Bereifung                          | 6,40 × 13"                                                                                          | 6,40 × 13"                                                                                          | 6,40 × 13"                                                                                          | 6,40 × 13"                                                                                          | 6,40 × 13"                                                                                          |
| Wendekreis                         | 10,2 m                                                                                              | 10,2 m                                                                                              | 10,2 m                                                                                              | 10,2 m                                                                                              | 10,2 m                                                                                              |
| Bremsen                            | vorne Scheibenbremsen (Ø 242 mm) – hinten Trommelbremsen (Ø 230 mm, Turnier, 20M & 20M/TS Ø 250 mm) | vorne Scheibenbremsen (Ø 242 mm) – hinten Trommelbremsen (Ø 230 mm, Turnier, 20M & 20M/TS Ø 250 mm) | vorne Scheibenbremsen (Ø 242 mm) – hinten Trommelbremsen (Ø 230 mm, Turnier, 20M & 20M/TS Ø 250 mm) | vorne Scheibenbremsen (Ø 242 mm) – hinten Trommelbremsen (Ø 230 mm, Turnier, 20M & 20M/TS Ø 250 mm) | vorne Scheibenbremsen (Ø 242 mm) – hinten Trommelbremsen (Ø 230 mm, Turnier, 20M & 20M/TS Ø 250 mm) |
| Schaltung                          | 3-Gang-Lenkradschaltung auf Wunsch (4-Gang-Getriebe und Mittelschaltung ab 08/65 auch Taunomatic)   | 3-Gang-Lenkradschaltung auf Wunsch (4-Gang-Getriebe und Mittelschaltung ab 08/65 auch Taunomatic)   | 3-Gang-Lenkradschaltung auf Wunsch (4-Gang-Getriebe und Mittelschaltung ab 08/65 auch Taunomatic)   | 3-Gang-Lenkradschaltung auf Wunsch (4-Gang-Getriebe und Mittelschaltung ab 08/65 auch Taunomatic)   | 3-Gang-Lenkradschaltung auf Wunsch (4-Gang-Getriebe und Mittelschaltung ab 08/65 auch Taunomatic)   |
| Tankinhalt                         | 45 Liter (Limousine und Coupé 20M und 20M/TS ab 11/66 = 55 Liter)                                   | 45 Liter (Limousine und Coupé 20M und 20M/TS ab 11/66 = 55 Liter)                                   | 45 Liter (Limousine und Coupé 20M und 20M/TS ab 11/66 = 55 Liter)                                   | 45 Liter (Limousine und Coupé 20M und 20M/TS ab 11/66 = 55 Liter)                                   | 45 Liter (Limousine und Coupé 20M und 20M/TS ab 11/66 = 55 Liter)                                   |
| Vorderradaufhängung                | MacPherson-Federbeine, Querlenker, Stabilisator                                                     | MacPherson-Federbeine, Querlenker, Stabilisator                                                     | MacPherson-Federbeine, Querlenker, Stabilisator                                                     | MacPherson-Federbeine, Querlenker, Stabilisator                                                     | MacPherson-Federbeine, Querlenker, Stabilisator                                                     |
| Hinterachsaufhängung               | Starrachse an Blattfedern                                                                           | Starrachse an Blattfedern                                                                           | Starrachse an Blattfedern                                                                           | Starrachse an Blattfedern                                                                           | Starrachse an Blattfedern                                                                           |
| elektrische Anlage                 | Batterie 6 V 77 Ah, Lichtmaschine 200 W auf Wunsch 12 V mit Drehstromlichtmaschine                  | Batterie 6 V 77 Ah, Lichtmaschine 200 W auf Wunsch 12 V mit Drehstromlichtmaschine                  | Batterie 6 V 77 Ah, Lichtmaschine 200 W auf Wunsch 12 V mit Drehstromlichtmaschine                  | Batterie 6 V 77 Ah, Lichtmaschine 200 W auf Wunsch 12 V mit Drehstromlichtmaschine                  | Batterie 6 V 77 Ah, Lichtmaschine 200 W auf Wunsch 12 V mit Drehstromlichtmaschine                  |
| Kofferraum                         | 650 Liter                                                                                           | 650 Liter                                                                                           | 650 Liter                                                                                           | 650 Liter                                                                                           | 650 Liter                                                                                           |